# پرچم زاکسن-آنهالت
پرچم زاکسن-آنهالت در پذیرفته شد.